# Alberto Dell’Acqua
Alberto Dell’Acqua (* 14. Mai 1938 in Campobasso, Italien) ist ein italienischer Schauspieler.

## Leben
Dell’Acqua gehört einer Zirkusfamilie an. Wie etliche seiner Geschwister (zu ihnen gehören sein Zwillingsbruder Arnaldo,Ottaviano, Roberto und Fernanda) begann er als Stuntman im italienischen Film. Bald übernahm er auch Nebenrollen in Sandalenfilmen der frühen 1960er Jahre.
Mitte der 1960er spielte er in verschiedenen Italowestern als Cole Kitosch, im darauffolgenden Jahrzehnt auch Hauptrollen in komödiantischen Actionfilmen um die „Zwei Teufelskerle“ als Robert Widmark.

## Filmografie (Auswahl)
- 1964: Die Giganten von Rom (I giganti di Roma)
- 1966: Die 7 Pistolen des McGregor (7 pistole per i MacGregor)
- 1966: Django, der Rächer (Texas, addio)
- 1967: Eine Kugel für Mac Gregor (7 donne per i Mac Gregor)
- 1967: Mehr tot als lebendig (Un minuto per pregare, un istante per morire)
- 1967: Mit Django kam der Tod (L'uomo, l'orgoglio, la vendetta)
- 1967: Stirb oder töte (Killer calibro 32)
- 1968: Amigos (…e per tetto un cielo di stelle)
- 1968: Django spricht das Nachtgebet (Il suo nome gridava vendetta)
- 1968: Fünf blutige Stricke (Joko, invoca dio… e muori)
- 1968: Seine Winchester pfeift das Lied vom Tod (I lunghi giorni dell'odio)
- 1968: Töte alle und kehr allein zurück (Ammazzali tutti e torna solo)
- 1969: Hügel der blutigen Stiefel (La collina degli stivali)
- 1970: Die rechte und die linke Hand des Teufels (Lo chiamavano Trinità…)
- 1970: Ein Zirkus und ein Halleluja (I vendicatori dell'Ave Maria)
- 1971: Bratpfanne Kaliber 38 (…e alla fine lo chiamarono Jerusalem l'implacabile)
- 1972: Ein Hosianna für zwei Halunken (Trinità e Sartana figli di…)
- 1972: 100 Fäuste und ein Vaterunser (Alleluja e Sartana figli di… Dio)
- 1973: Frauen, die man Töterinnen nannte (Le Amazzoni – donne d'amore e di guerra)
- 1973: Zorro junior (Il figlio di Zorro)
- 1974: Dschungelmädchen für zwei Halunken
- 1975: Zwei Teufelskerle auf dem Weg ins Kloster – Regie: Ernst Hofbauer
- 1976: Zwei Teufelskerle auf dem Weg nach Istanbul (Che carambole… ragazzi!)
- 1977: 3 Teufelskerle lachen alles nieder (Babanın evlatları)
- 1977: Der Mann aus Virginia (California)
- 1983: Endgame – Das letzte Spiel mit dem Tod (Endgame – Bronx lotta finale)
- 1985: Afghanistan Connection (I giorni dell'inferno)
- 1988: Das Böse ist wieder da (After Death (Oltre la morte))
- 1991: Bucks größtes Abenteuer (Buck ai confini del cielo)
- 1996: Cops (Poliziotti)
- 1998: Il filgio di Sandokan
- 2001: Nella terra di nessuno